# Paolo Avitabile
Paolo Crescenzo Martino Avitabile, anche noto come Abu Tabela (Agerola, 25 ottobre 1791 – Agerola, 28 marzo 1850), è stato un militare italiano del Regno di Napoli napoleonico e del regno delle Due Sicilie, diventato famoso per le sue attività come generale prima dell'impero di Persia, e quindi dell'Impero Sikh.
Figura emblematica della scena politica internazionale del XIX secolo, la sua carriera iniziò in epoca napoleonica sotto le insegne del re di Napoli Gioacchino Murat, servendo da sottufficiale d'artiglieria fino alla dissoluzione dell'impero napoleonico. Venne quindi incorporato nel Real Esercito delle Due Sicilie col grado di primo tenente, distinguendosi per le sue doti militari, ma dopo pochi anni lo abbandonò per trasferirsi in Oriente.
Inizialmente fu in Persia; dopo un breve rientro in Italia, divenne generale dell'esercito sikh di Ranjit Singh insieme a Rubino Ventura e in seguito governatore e generale delle truppe di Peshawar. In questa città venne conosciuto con il nome di Abu Tabela, soprannome ancora diffuso in quelle zone.
Al momento dell'insediamento del generale Avitabile, l'Afghanistan era in balia di continui scontri e disordini. Quando l'avventuriero italiano prese il potere usò il pugno di ferro e metodi punitivi esemplari, riuscendo a sedare le rivolte e i crimini: i ladri ed i briganti catturati venivano sbrigativamente squartati, gettati dall'alto dei minareti, impalati o impiccati.
Rientrò nel Regno delle Due Sicilie nel 1844. In Francia venne insignito da Luigi Filippo della Legion d'onore. Morì intossicato dalle esalazioni di un braciere nella casa che aveva fatto costruire nel paese natale, con il sospetto che si trattasse di un delitto mascherato da incidente.

## Biografia

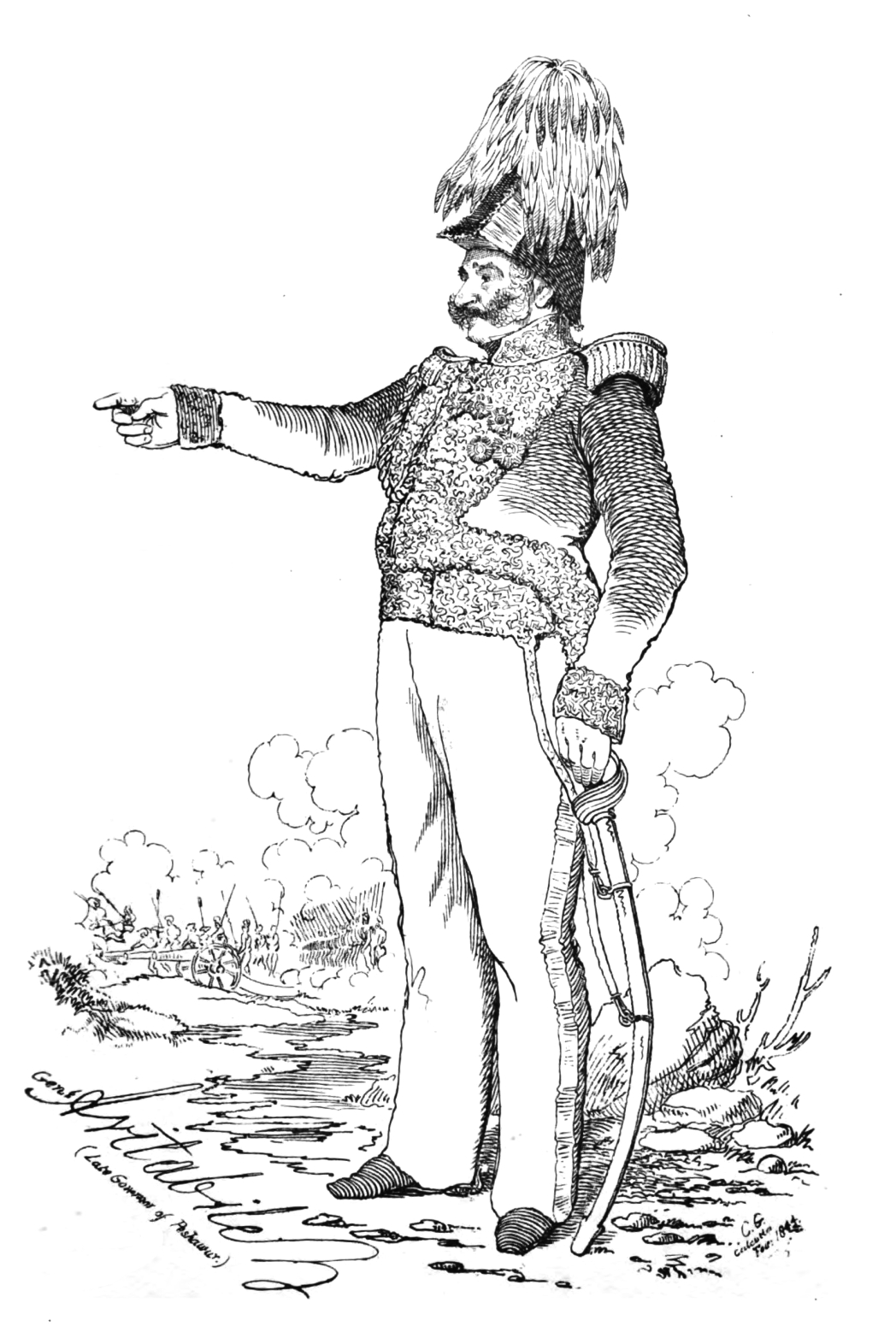
Ritratto di Paolo Avitabile di Colesworthey Grant

Il giovane Avitabile cominciò a prestare servizio militare nel Regno di Napoli tra il 1807 e il 1809, entrando poi a far parte all'artiglieria dell'esercito regolare. Come parte dell'esercito imperiale, Avitabile combatté agli ordini di Gioacchino Murat in diverse campagne fino alla sconfitta di Waterloo e la successiva sconfitta di Murat. E così riuscì a conseguire il grado di tenente e ad avere il comando della batteria 15. Dopo la caduta di Napoleone e la sconfitta di Murat a Tolentino, Napoli fu riconsegnata a Ferdinando I delle Due Sicilie. Avitabile, mantenuto il suo rango e di ufficiale, si arruolò nell'esercito del nuovo Regno delle Due Sicilie, e prese parte all'assedio di Gaeta.
Durante questo assedio mostrò grande coraggio e venne ferito due volte. Il generale austriaco che comandava l'operazione lo propose per una promozione ed una decorazione, ma non fu ascoltato. Avitabile fu trasferito, invece, come tenente in un reggimento di fanteria leggera. Si dice che disgustato da questo trattamento mise fine alla sua carriera europea per prendere la via del "soldato di ventura" in Oriente.
Dopo aver concluso l'esperienza nell'esercito delle Due Sicilie, Avitabile iniziò la sua carriera all'estero. La sua idea iniziale era, come altri militari italiani del tempo, quella di cercare fortuna in America, ma i suoi progetti americani terminarono in un naufragio al largo di Marsiglia. Successivamente gli fu consigliato di tentare la fortuna in Asia: a Costantinopoli fu avvicinato da un agente dello Scià di Persia Fath Ali Shah, intento a reclutare ufficiali europei per l'esercito del proprio paese, e fu così che nel 1820 Avitabile prese servizio presso lo Scià. Avitabile fu ricompensato per i suoi servigi con le più alte decorazioni persiane, come quella di Gran Commendatore dell'ordine del Leone e del Sole, e quella dei Due leoni e Corona di Persia. Prestò servizio in Persia per sei anni, periodo durante il quale fu promosso prima al rango di Khan e poi a quello di generale della riserva.
Qui incontrò Claude Auguste Court che fu il suo compagno di viaggio nel Punjab in seguito ai successi ottenuti dal suo amico Jean-Baptiste Ventura in quella regione. Seguendo le orme di Ventura riprese a marciare verso est. L'ambizione di Avitabile portò nel 1827 il generale napoletano al comando delle truppe del maharaja Ranjit Singh, fondatore dell'impero Sikh. Avitabile riuscì abilmente a riorganizzare le truppe del maharaja, fondò la città di Wazirabad e, nel 1835, divenne governatore di Peshawar, che controllava il passo Khyber, pericolosa zona di confine in guerra con i ribelli afghani della maggioranza pashtun. Qui Avitabile impose la sua disciplina ferrea con metodi feroci: il suo pragmatismo fu brutale, ma riuscì infine a domare la porzione di Afghanistan sotto il suo controllo. I suoi metodi crearono un tale clima di terrore che ancora oggi, per spaventare i bambini, le madri del luogo li minacciano evocando Abu Tabela, il soprannome di Avitabile in Oriente, similmente a quanto si fa con "l'Uomo Nero" in Italia.
In quegli anni l'Impero britannico, allarmato dalla penetrazione russa in medio-oriente, decise di occupare l'Afghanistan subendo una disastrosa sconfitta (per ironia della sorte, comandati da un reduce di Waterloo) nella prima guerra anglo-afghana. Per la controffensiva gli inglesi decisero di avvalersi dell'esperienza e dei mezzi del generale Avitabile, che risultarono infine decisivi.
I suoi contributi alla campagna inglese in Afghanistan gli permisero di mettere da parte una discreta fortuna presso la Banca d'Inghilterra. Quando decise di ritornare ad Agerola inoltre gli inglesi gli fecero dono di alcune vacche di razza Jersey, bovini che all'epoca non potevano essere esportati al di fuori del Regno Unito. Grazie a questi animali e alla sua intraprendenza egli diede origine alla razza "Agerolese", una vacca dalle eccellenti qualità, che ancora oggi è artefice della fortuna dei caseifici locali.
Nel 1844, al suo ritorno in patria, ottenne infine la scissione del territorio di Agerola dalla provincia del Principato Citra (l'attuale provincia di Salerno) e l'annessione a quella di Napoli; contestualmente Agerola divenne comune autonomo separandosi dal territorio di Amalfi.
Morì nel 1850, forse avvelenato dalla giovane moglie. Il suo notevole sepolcro si trova nella Chiesa di S. Martino a Campora, non lontano dalla sua casa natia. Un suo ritratto è esposto al Museo nazionale di San Martino a Napoli.